# Comuna de Szczuczyn
Szczuczyn (polaco: Gmina Szczuczyn) é uma gminy (comuna) na Polónia, na voivodia de Podláquia e no condado de Grajewo. A sede do condado é a cidade de Szczuczyn.
De acordo com os censos de 2004, a comuna tem 6717 habitantes, com uma densidade 58 hab/km².

## Área
Estende-se por uma área de 115,72 km², incluindo:
- área agricola: 77%
- área florestal: 16%

## Demografia
Dados de 30 de Junho 2004:
|                      | Total   | Total | Mulheres | Mulheres | Homens  | Homens |
| -------------------- | ------- | ----- | -------- | -------- | ------- | ------ |
|                      | pessoas | %     | pessoas  | %        | pessoas | %      |
| População            | 6717    | 100   | 3330     | 49,6     | 3387    | 50,4   |
| Densidade (pop./km²) | 58      | 100   | 28,8     | 28,8     | 29,3    | 29,3   |

De acordo com dados de 2002, o rendimento médio per capita ascendia a 1344,92 zł.

## Comunas vizinhas
- Biała Piska, Grabowo, Grajewo, Prostki, Wąsosz